# Tabac chauffé
Ne doit pas être confondu avec la cigarette électronique.

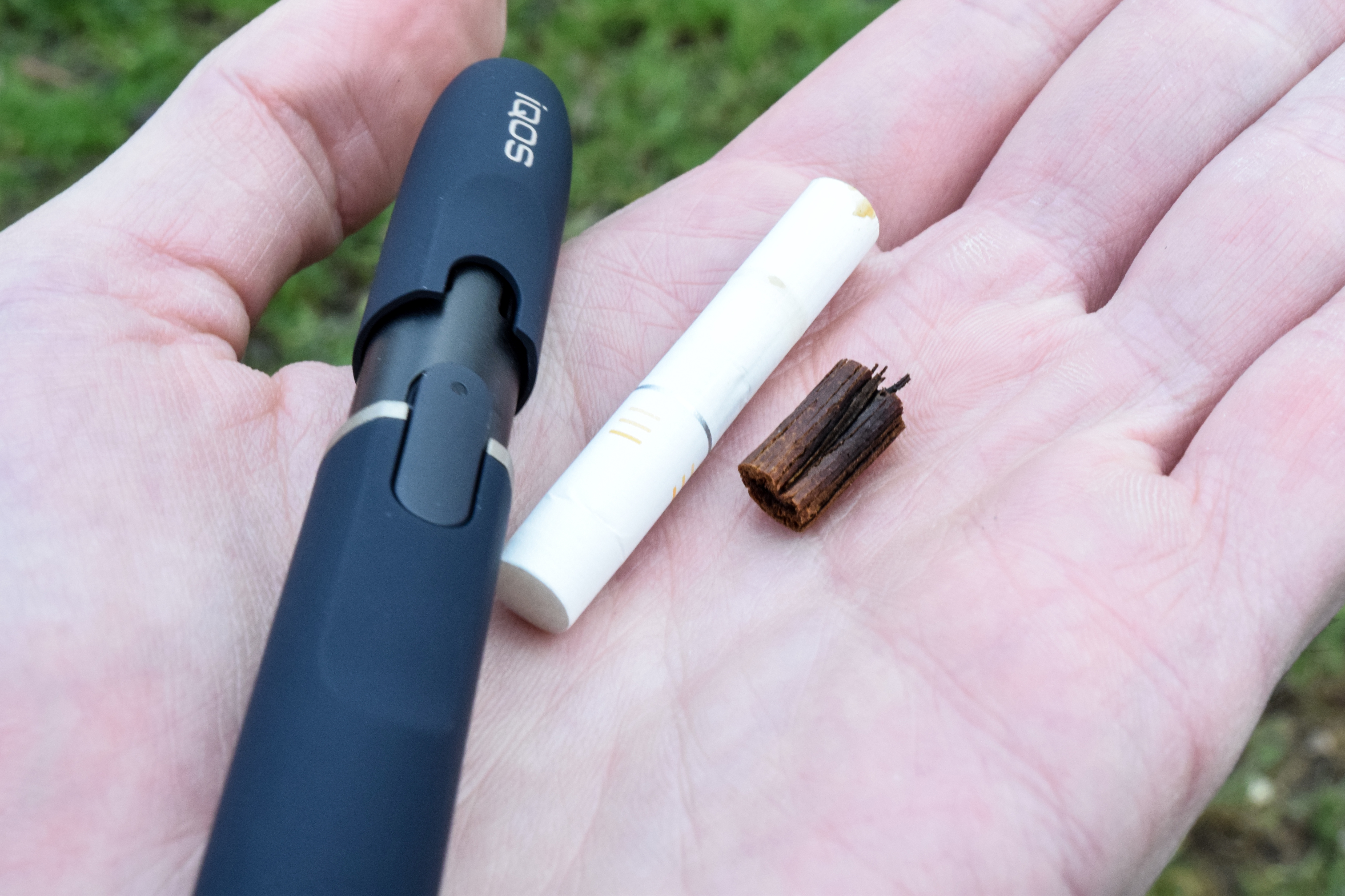
Le dispositif IQOS de Philip Morris et sa cigarette chauffée.

Le tabac chauffé (en anglais : heated tobacco product) est un dispositif de consommation du tabac mis au point en 2014. L'objectif affiché par l'industrie du tabac est de proposer des produits présentant un « risque réduit » pour le consommateur, un argument de vente réfuté par de récentes études scientifiques.

## Fonctionnement
Dans les appareils à tabac chauffé, des bâtonnets de tabac sont insérés dans un élément chauffant alimenté par une batterie. En chauffant, ces « mini-cigarettes » de tabac libèrent un aérosol contenant entre autres de la nicotine.

## Composition
Les cartouches de tabac à chauffer sont composées de tabac reconstitué (feuilles moulées) fabriqué à partir de poudre de tabac et d’additifs (glycérol, gomme de guar, fibres de cellulose, propylène glycol, éthanol, arômes).

## Effets sur la santé
Selon certaines études scientifiques, le tabac chauffé présenterait le même degré de toxicité que la cigarette et la cigarette électronique[réf. à confirmer].
Pour de nombreux pneumologues, il n'existe aucune preuve que ce tabac soit moins nocif. En effet, le fait de chauffer du tabac à 300 °C s’apparente à une combustion partielle, qui rejette du monoxyde de carbone et peut être la cause d’un tabagisme passif. La première étude scientifique indépendante menée sur l'Iqos et ses recharges Heets (deux produits de la marque Philip Morris International), réalisée à Lausanne et publiée en mai 2017, établit que « des composés organiques volatils – des hydrocarbures aromatiques polycycliques cancérigènes et du monoxyde de carbone étaient présents dans la fumée de l’IQOS ». Si la concentration de la plupart des composés toxiques est moins élevée que dans une cigarette classique, elle atteint « 82 % pour l’acroléine et dépasse même 175 % pour l’acénaphtène, deux substances irritantes majeures de la fumée de tabac ».
Par ailleurs, selon le Pr Bertrand Dautzenberg, les dispositifs à base de tabac chauffé sont conçus pour susciter une dépendance,.

## Réglementation et politique fiscale

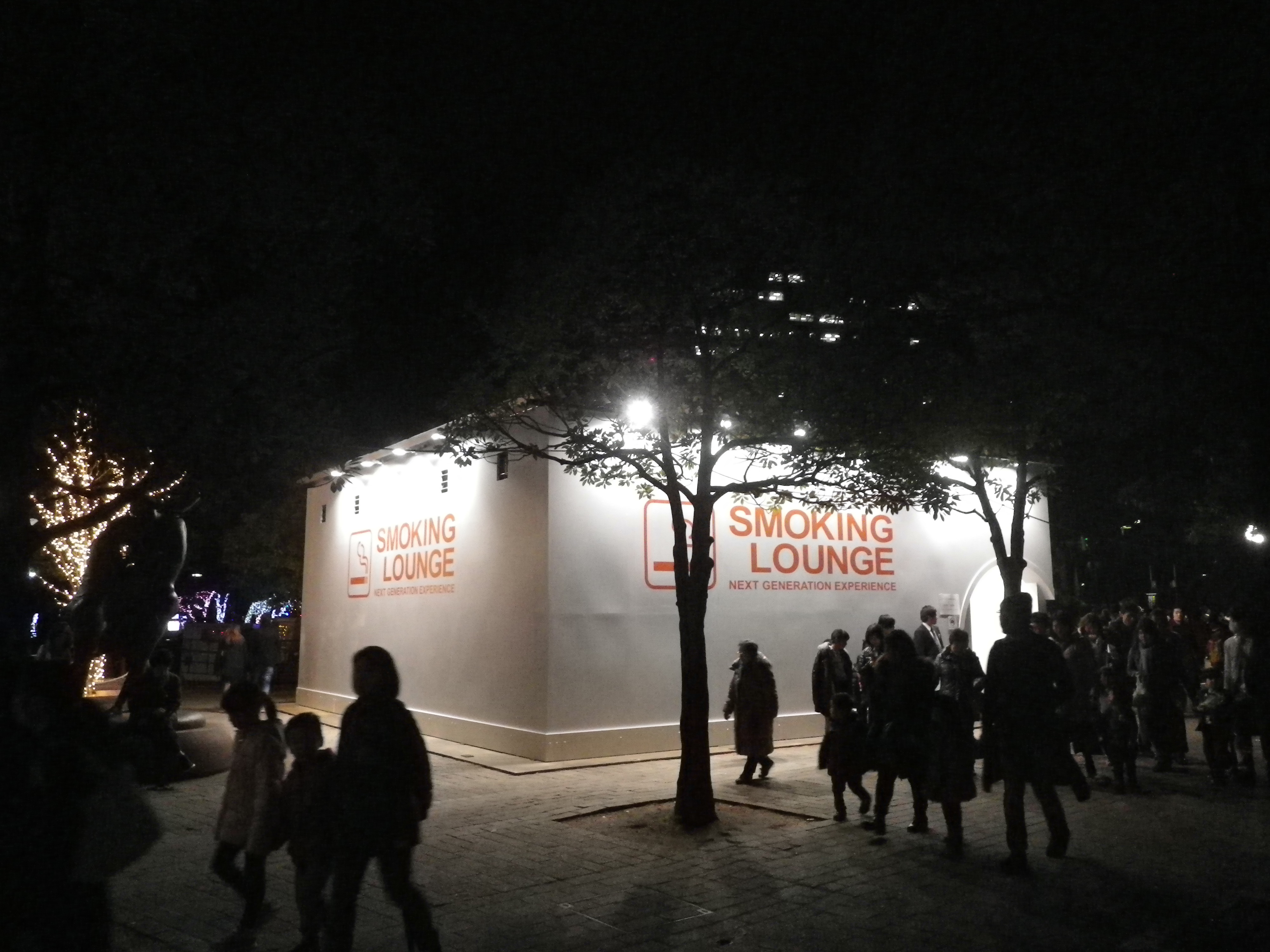
Evènement promotionnel du produit de tabac chauffé Glo (British American Tobacco) au Japon en 2016.

Au vu des connaissances scientifiques actuelles, les appareils à tabac chauffé devraient, selon l’Organisation mondiale de la santé, être soumis aux mêmes dispositions politiques et réglementaires que les autres produits utilisant du tabac.

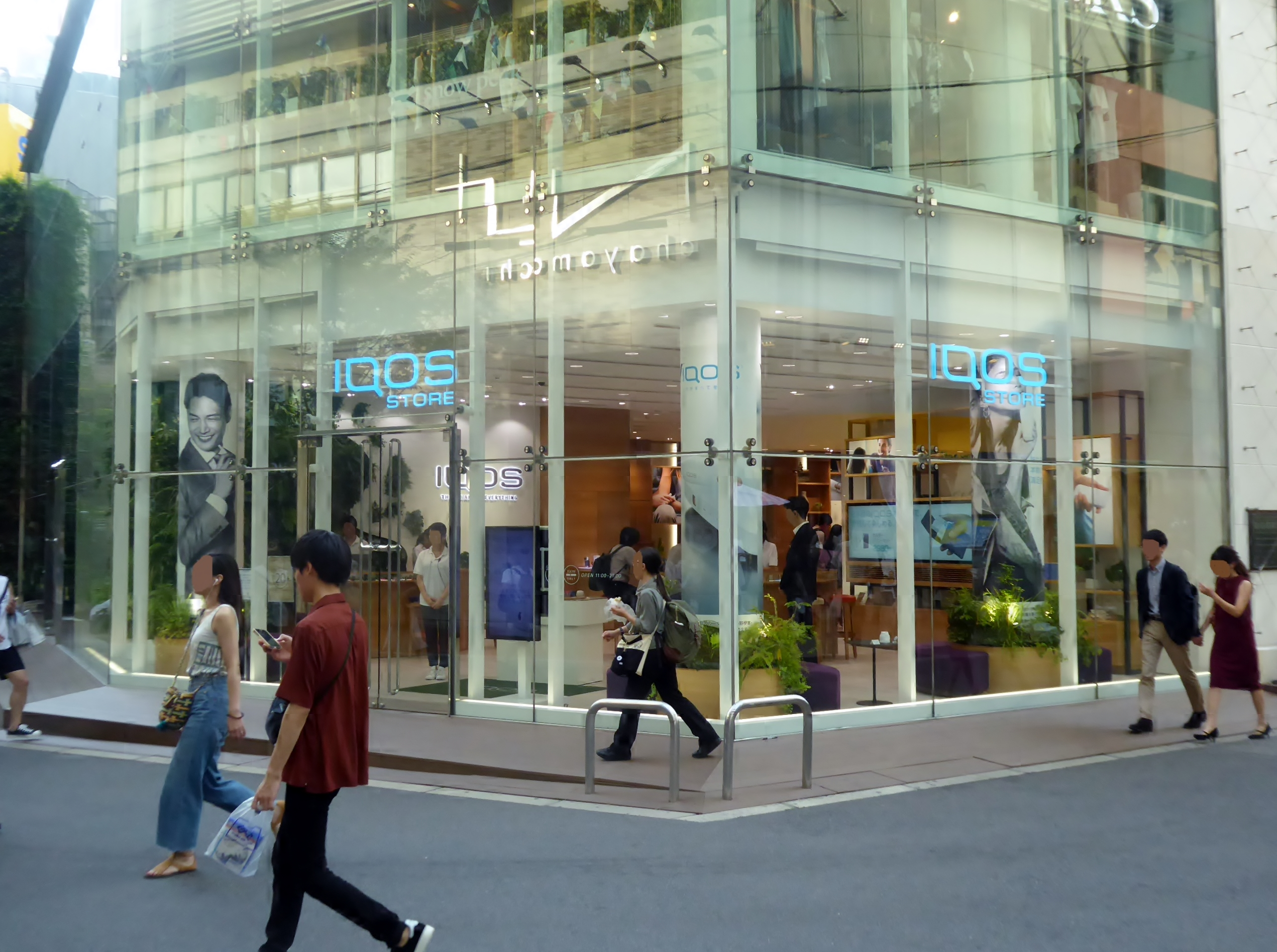
Boutique IQOS au Japon (2018).

Pourtant, en Suisse comme dans d’autres pays, ces appareils bénéficient de failles des cadres juridiques, notamment en matière d’apposition d’avertissements sur les emballages, de taxation et d’usage dans les lieux publics.
En France et en Belgique, le paquet de mini-cigarettes à chauffer n'est pas soumis à l'obligation d'emballage neutre.
En outre la marge bénéficiaire sur la vente d'un paquet de bâtonnets de tabac à chauffer est bien supérieure à celle d'un paquet de cigarettes, puisque le prix au détail est comparable alors que que la taxation est bien moindre,,.
En 2018, la fuite de plusieurs documents a permis de montrer que l’entreprise  Philip Morris International avait essayé de faire voter, au Royaume-Uni, un projet de loi qui aurait autorisé la publicité en faveur de la cigarette électronique et des appareils à tabac chauffé .

## Aspects économiques

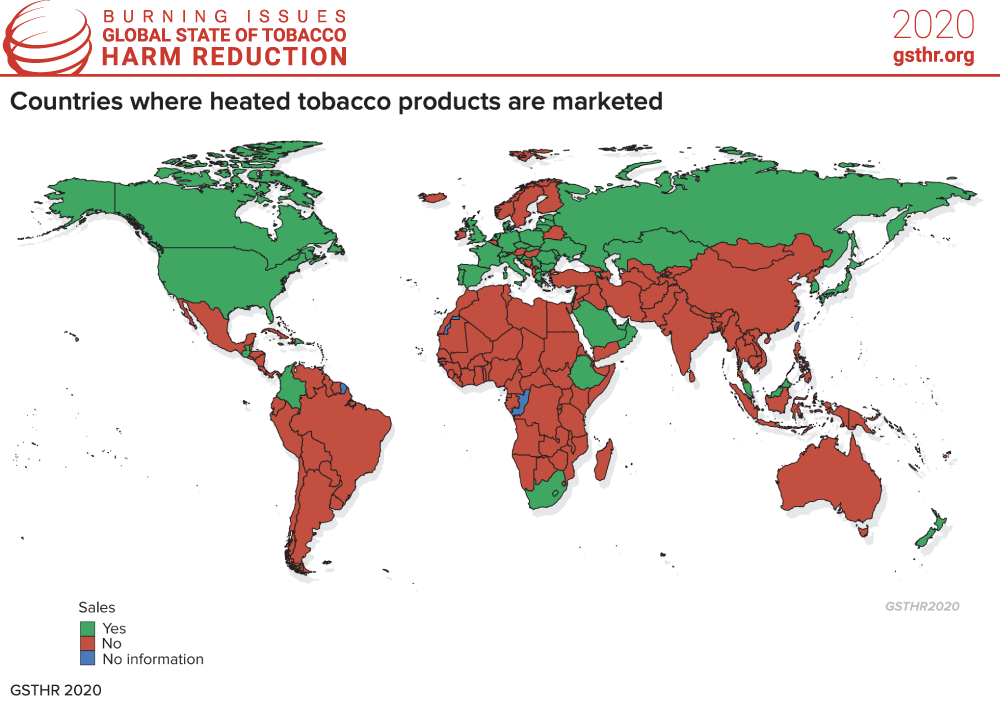
Pays dans lesquels le tabac à chauffer est vendu (étude financée par la Fondation pour un monde sans fumée de Philip Morris International).

Le tabac chauffé est commercialisé par les principales entreprises du secteur du tabac, à savoirPhilip Morris International, British American Tobacco et Japan Tobacco.
La commercialisation du tabac chauffé, qui est beaucoup moins taxé que les cigarettes traditionnelles, permet à ces entreprises d’améliorer leurs bénéfices nets et d'augmenter les dividendes versés à leurs actionnaires.

## Utilisateurs

### Suisse
En Suisse, la proportion de la population qui consommait du tabac chauffé (au moins une fois par mois) était de 3 % en 2022 et en 2023.

## Lobbying de l'industrie du tabac
Philip Morris International (PMI) finance intégralement (à hauteur de 80 millions de dollars par an) la Fondation pour un monde sans fumée, qu'elle a créée en 2017 pour faire du lobbying en faveur des produits de substitution à la cigarette qu’elle commercialise, tels que le tabac chauffé.